# Macaranga repandodentata
Macaranga repandodentata är en törelväxtart som beskrevs av Airy Shaw. Macaranga repandodentata ingår i släktet Macaranga och familjen törelväxter. Inga underarter finns listade i Catalogue of Life.